# Wappen Sambias
Das Wappen Sambias wurde von der am 24. Oktober 1964 unabhängig gewordenen Republik Sambia angenommen. 
Blasonierung: In Schwarz sechs silberne Wellenpfähle. An Helmstelle gekreuzt naturfarben eine Hacke und ein Pickel, darüber ein goldener fliegender widersehender Seeadler. Als Schildhalter rechts ein naturfarbener Afrikaner mit Jacke und kurzer Hose, beide türkis, links eine naturfarbene Afrikanerin mit langem kurzärmligen roten Kleid, stehend auf einem gemeinsamen grünen Grund, darauf begleitend innen rechts schwarz ein Förderturm mit Fabriksilhouette, innen links ein schwarz-weißes Zebra, mittig ein goldener Maiskolben mit grünen Blättern. Devise darunter rechts ONE ZAMBIA, links ONE NATION.
Erläuterungen: Im Schild wird das große Naturschauspiel der Sambesifälle nahe Livingstone symbolisiert, es fand sich bereits im nordrhodesischen Wappen. Die darüber gekreuzten Hacke und Pickel erinnern an Sambias Land- und bergbauliche Industriearbeit, gekrönt ihrerseits vom Seeadler (wie auch in der Flagge). Die Schildhalter – Mann und Frau – versinnbildlichen die Gleichheit beider Geschlechter. Die Kleidung beider vermeidet jeden Anklang an traditionelle Trachten und betont so die Modernität des Landes. Der Rest ist selbsterklärend.
Das Wappen wurde von (Mrs.) Gabriel Ellison, OGDS, MBE, entworfen.